# Sandra Danicke
Sandra Danicke (* 1968 in Frankfurt am Main) ist eine deutsche Kunsthistorikerin, Kunstkritikerin und Autorin.

## Leben und Wirken
Danicke studierte Kunstgeschichte in Frankfurt am Main und wurde dort 1999 mit einem Thema zu mittelalterlicher Kirchengestaltung promoviert. Bereits Mitte der 1990er Jahre begann sie, für die Frankfurter Rundschau (FR) Ausstellungsbesprechungen zu schreiben. Nach einem Volontariat bei der FR berichtete sie für die Zeitung als freie Autorin regelmäßig über das Kunstgeschehen. Seit 2002 ist sie Rhein-Main-Korrespondentin für das Kunstmagazin art mit Sitz in Frankfurt. Danicke publiziert daneben in der Zeit, der Süddeutschen Zeitung, der Frankfurter Rundschau und weiteren Kunstmagazinen, unter anderem auch Reiseberichte. Danicke gilt als leidenschaftliche Sammlerin von Einkaufszetteln und Alltagsprovisorien und schrieb über ihre Obsessionen bereits mehrere Bücher. Seit September 2021 ist sie Feuilleton-Leiterin bei der „Frankfurter Rundschau“.

## Werke
- Für immer – Leben mit Provisorien, VfmK, Wien, 2021, ISBN 978-3-903796-57-7
- Das trägt doch kein Schwein...: Kleider in der Kunst, Belser, Köln, 2013, ISBN 978-3-7630-2632-6
- Fußrubbelding: Einkaufszettel erzählen vom Leben, Fischer, Frankfurt am Main, 2013, ISBN 978-3-596-19576-3
- Kunst interessiert keine Sau ..., Belser, Köln 2011, ISBN 978-3-7630-2571-8
- Rauchende Frauen brandgefährlich, Belser, Köln, 2011, ISBN 978-3-7630-2600-5
- Kunst versteht keine Sau...: Mysteriöses, Kurioses und Rätselhaftes in der modernen Kunst, Belser, Köln, 2012, ISBN 978-3-7630-2613-5
- Kasper König, Kleine Formate 1987–1997, Galerie Bernd Slutzky Frankfurt am Main, 1997, ISBN 3-9805670-0-1